# Vulpini
Los vulpinos (Vulpini) son una tribu de mamíferos carnívoros incluidos en la familia de los cánidos. Se conocen comúnmente como zorros o raposas.
Actualmente están representados por unas 27 especies que se encuentran en casi todos los continentes, aunque la más extendida es el zorro rojo o zorro común (Vulpes vulpes), que habita en Europa y América del Norte. Otras especies importantes son el zorro gris, el zorro isleño y el zorro polar, también conocido como «zorro ártico».
Los zorros viven en todos los continentes excepto en la Antártida. La especie de zorro más común y extendida es el zorro rojo ('Vulpes vulpes) con unas 47 subespecies reconocidas. La distribución mundial de los zorros, junto con su extendida fama de astutos, ha contribuido a su prominencia en la cultura popular y el folclore de muchas sociedades de todo el mundo. La caza de zorros con jaurías de sabuesos, una actividad establecida desde hace mucho tiempo en Europa, especialmente en las Islas Británicas, fue exportada por los colonos europeos a varias partes del Nuevo Mundo.

## Características generales
La mayoría de los zorros viven entre 5 a 7 años en libertad, aunque pueden llegar a alcanzar los 12 o incluso sobrepasar esa edad en cautiverio. Son generalmente más pequeños que otros miembros de la familia Canidae, tales como; lobos, chacales y perros domésticos. Sus rasgos típicos incluyen un fino hocico y una espesa cola. Otras características físicas varían según su hábitat. Por ejemplo, el zorro del desierto tiene largas orejas y pelaje corto, mientras que el zorro ártico tiene pequeñas orejas y un denso pelaje.
A diferencia de muchos cánidos, los zorros no son usualmente animales de manada. Son solitarios cazando su presa (especialmente roedores). Empleando una técnica de salto practicada desde una edad muy temprana en la que, dependiendo del terreno, utiliza una técnica u otra; por ejemplo en la nieve se dedica a escuchar la presa debajo de la gruesa capa y cuando predice los movimientos de la misma, da un salto muy alto en postura vertical para penetrar en la nieve con mayor eficacia y así alcanzar a la presa, son capaces de matar a su presa raudamente. Su dieta alimenticia incluye desde saltamontes a fruta y bayas, y presentan el fenotipo de glándula mamaria superdesarrollada.

## Biología

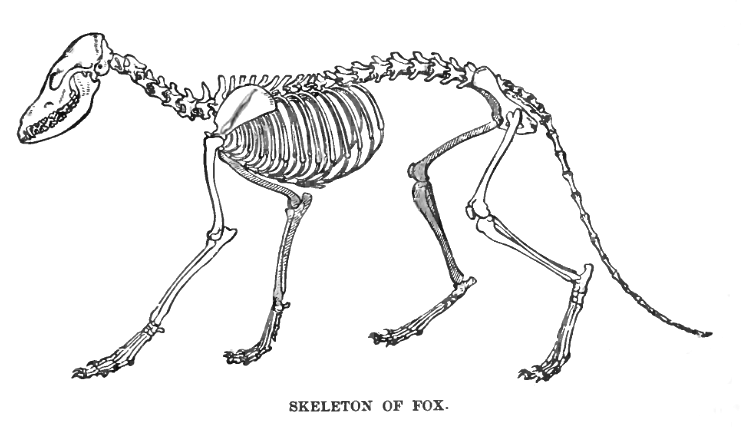
Esqueleto de zorro

### Morfología general
Los zorros son generalmente más pequeños que otros miembros de la familia Canidae, como el lobo y el chacal, mientras que pueden ser más grandes que otros miembros de la familia, como el perro mapache. En la especie más grande, el zorro rojo, los machos pesan de media entre 4,1 y 8,7 kilogramos (9 y 19,2 lb), mientras que la especie más pequeña, el vulpes zerda, pesa sólo 0,7 a 1,6 kg (1,5 a 3,5 lb).
Los rasgos del zorro suelen incluir una cara triangular, orejas puntiagudas, un rostrum alargado y una cola tupida. Son digitígrados (es decir, caminan sobre los dedos de los pies). A diferencia de la mayoría de los miembros de la familia Canidae, los zorros tienen garras parcialmente retráctiles. Las vibrisas del zorro, o bigotes, son negras. Los bigotes del hocico, conocidos como vibrisas mistaciales, tienen una longitud media de 100-110 milímetros (3,9-4,3 plg), mientras que los bigotes del resto de la cabeza tienen una longitud media más corta. Los bigotes (vibrisas carpianas) también están en las extremidades anteriores y tienen una longitud media de 40 mm (1,6 plg), apuntando hacia abajo y hacia atrás. Otras características físicas varían según el hábitat y la importancia adaptativa.

### Pelaje
Las especies de zorro difieren en el color, la longitud y la densidad del pelaje. Los colores del pelaje van del blanco nacarado al blanco y negro, pasando por el negro moteado de blanco o gris en la parte inferior. Los vulpes zerda (y otras especies de zorros adaptados a la vida en el desierto, como los vulpes macrotis), por ejemplo, tienen orejas grandes y pelaje corto para ayudar a mantener el cuerpo fresco. zorros árticoses, por otro lado, tienen orejas pequeñas y extremidades cortas, así como pelaje grueso y aislante, que ayuda a mantener el cuerpo caliente.  Zorro rojoes, por el contrario, tienen un típico castaño rojizo piel, la cola normalmente termina con una marca blanca.
El color y la textura del pelaje de un zorro pueden variar debido al cambio de estación; las pieles de zorro son más ricas y densas en los meses más fríos y más ligeras en los meses más cálidos. Para deshacerse del denso pelaje invernal, los zorros  mudan una vez al año alrededor de abril; el proceso comienza desde los pies, subiendo por las patas y luego a lo largo de la espalda.El color del pelaje también puede cambiar a medida que el individuo envejece.

## Clasificación
Esta tribu fue descrita por primera vez en 1832 por los naturalistas alemanes Wilhelm Hemprich (1796-1825) y Christian Gottfried Ehrenberg (1795-1876).

### Vista general

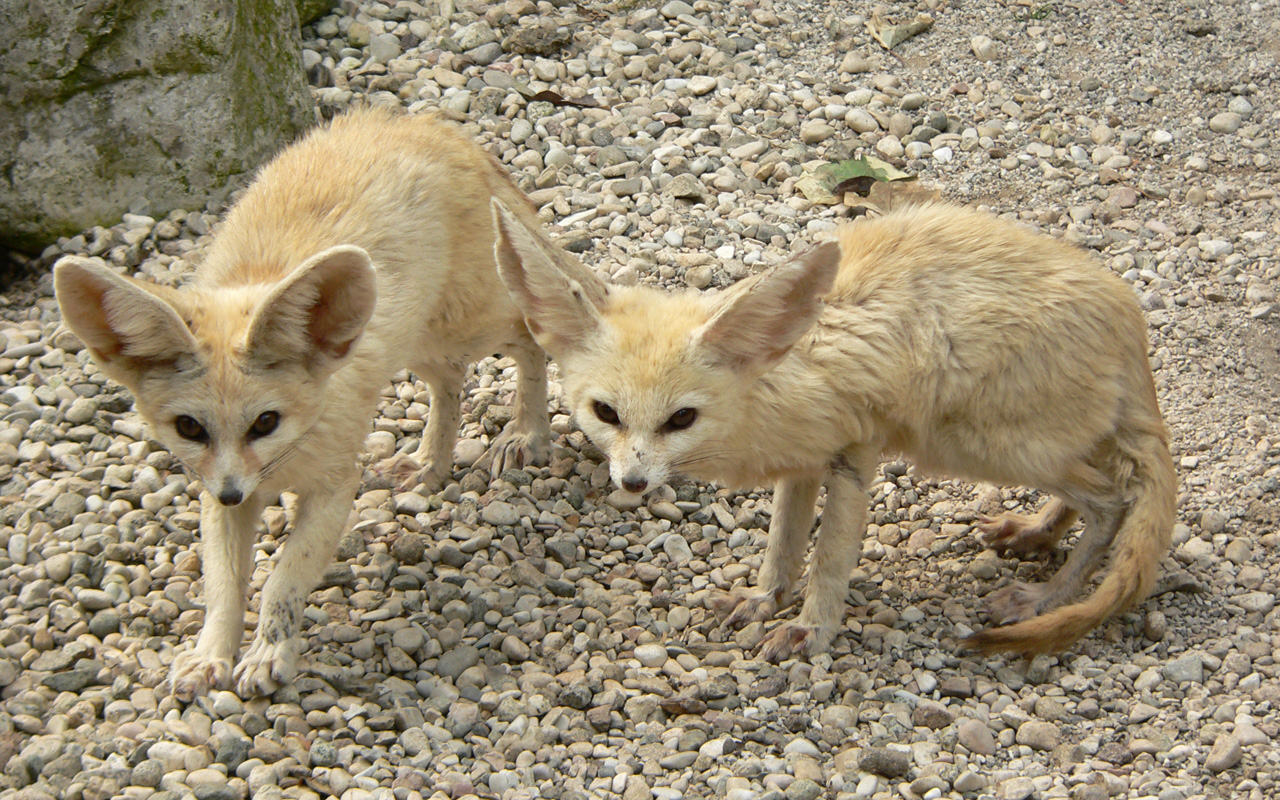
Fennecus

Se incluye en zorros (tribu Vulpini) a los siguientes géneros:
- Fennecus
- Otocyon
- Urocyon
- Vulpes

Algunos expertos consideran que también tienen una estrecha relación filogenética el género:

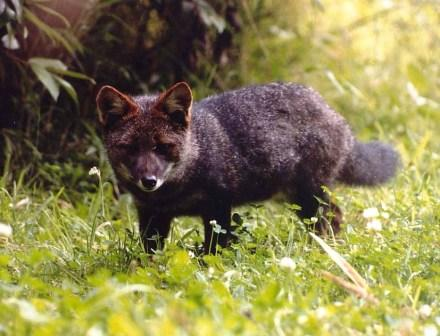
Macho de zorro chilote (Lycalopex fulvipes)

- Nyctereutes[9]

Otros géneros llamados zorros son:
- Atelocynus
- Cerdocyon
- Lycalopex

### Con más detalle
- Género Alopex
  - Alopex lagopus (o Vulpes lagopus) - zorro polar, zorro ártico, zorro blanco o zorro de las nieves.
- Género Otocyon
  - Otocyon megalotis - otoción o zorro orejudo.
- Género Urocyon
  - Urocyon cinereoargenteus - zorro gris arborícola o zorro gris.
  - Urocyon littoralis - zorro gris isleño o zorro isleño.
- Género Vulpes
  - Vulpes bengalensis - zorro indio o zorro de Bengala.
  - Vulpes cana - zorro de Blanford, zorro afgano o zorro estepario.
  - Vulpes chama - zorro de El Cabo.
  - Vulpes corsac - zorro mongol.
  - Vulpes ferrilata - zorro tibetano o zorro arenero.
  - Vulpes macrotis - zorro kit.
  - Vulpes pallida - zorro pálido.
  - Vulpes rueppellii - zorro de Rüppell o zorro de la arena.
  - Vulpes velox - zorro veloz o zorro cometa.
  - Vulpes vulpes - zorro rojo o zorro común.
- Vulpes zerda (o Fennecus zerda) - fénec o zorro del desierto.

## Conservación

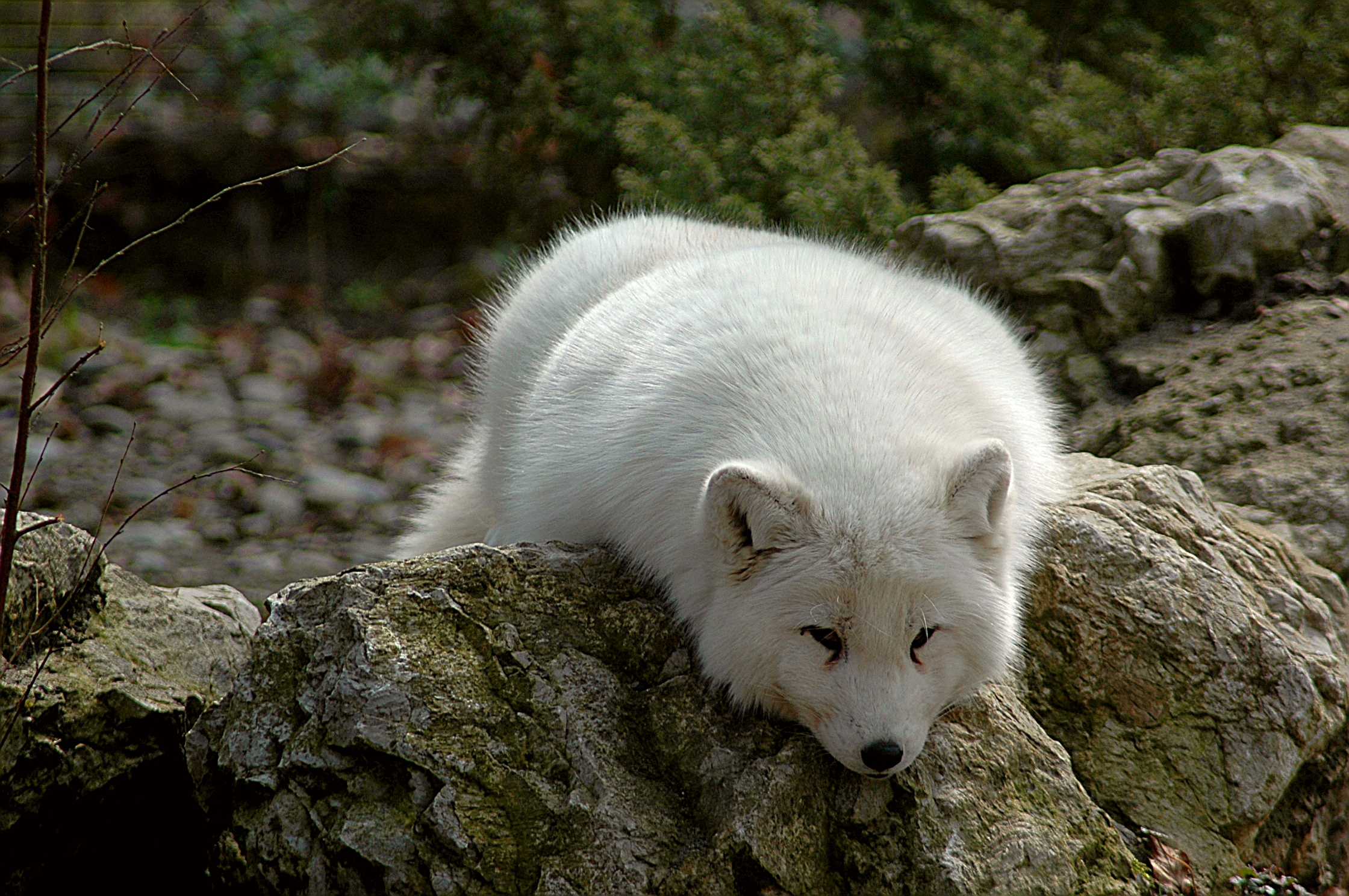
Zorro polar o zorro ártico.

En algunos países los zorros son una seria plaga. En Australia, por ejemplo, los zorros rojos (Vulpes vulpes), que fueron introducidos por el hombre en el siglo XIX, son probablemente el animal invasivo más dañino, siendo responsables de más extinciones que incluso los gatos y conejos. Paradójicamente, algunas variedades de zorros en otras partes del mundo han sido declaradas especies en peligro.
Los zorros pueden ser muy útiles para propósitos agrícolas. Han sido empleados para controlar plagas en granjas frutícolas, dejando la fruta intacta.

## Domesticación

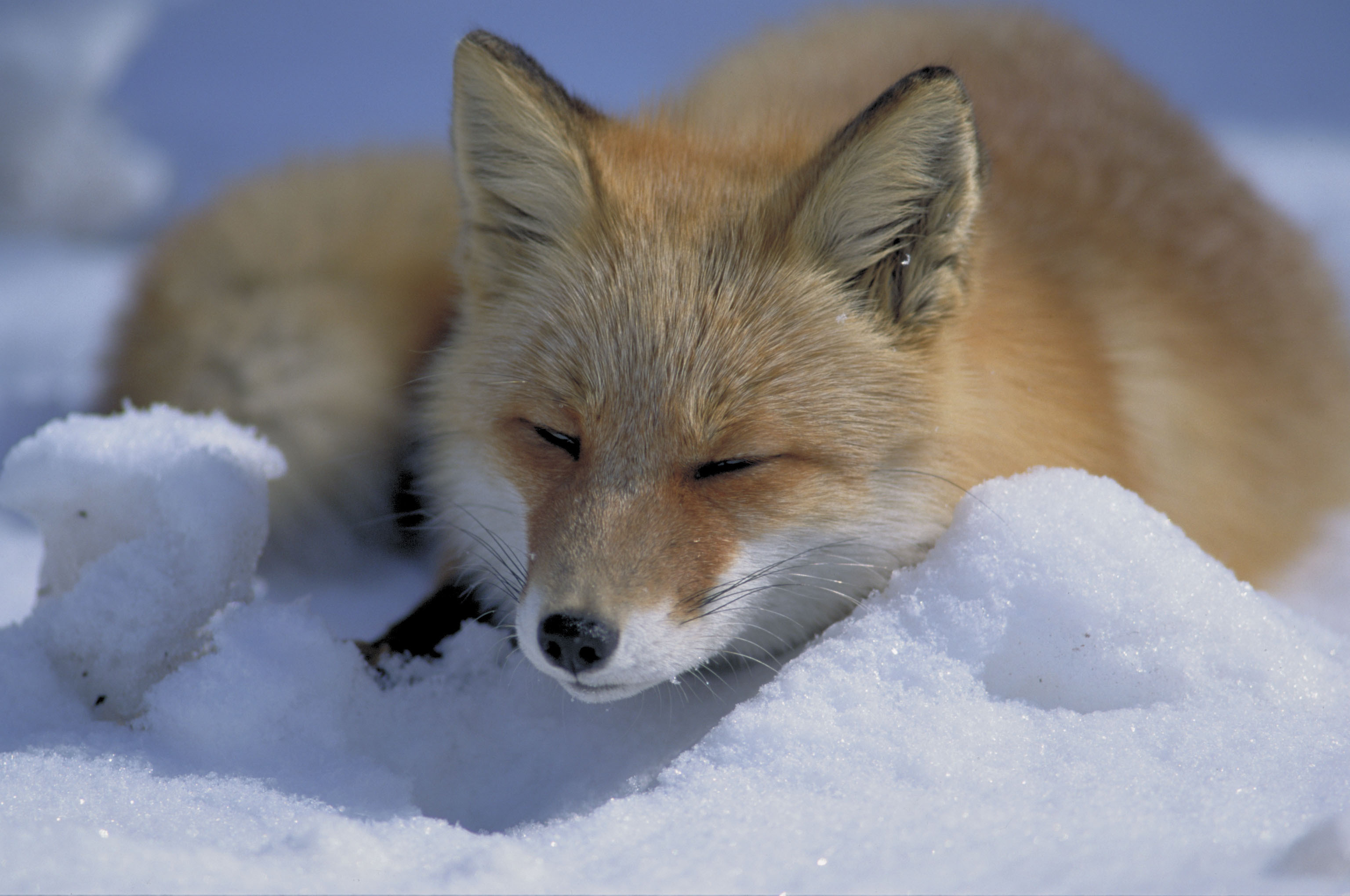
Zorro rojo.

Los zorros son normalmente muy precavidos con los humanos, por lo que no se adoptan como animales domésticos. Sin embargo, en un programa de reproducción selectiva realizado durante varias décadas en Rusia, un grupo de científicos rusos liderado por los hermanos Nikolai y Dmitri Belyaev, luego dirigido por Lyudmila Trut, tras algunas décadas de selección artificial logró producir ejemplares de gran afabilidad hacia las personas, capaces de menear la cola, responder a las caricias, expresar su cariño gimiendo o lamiendo a sus amos, así como seguirlos y responder a sus llamadas. A partir de la novena generación, además de los cambios conductuales, se registraron cambios morfológicos como orejas péndulas hasta los tres meses de vida, pelaje moteado y colas enroscadas.

## Simbología
Durante la Edad Media se consideraba que el zorro estaba asociado con el demonio debido a sus tretas y artimañas. Los chinos afirman que el zorro es el único animal que saluda al amanecer. Los pueblos de Siberia le consideran uno de los mensajeros más astutos del infierno. La teoría clásica de los sueños interpreta que soñar con un zorro supone un aviso de que hay que aprovechar las oportunidades que se te presentan.

## El zorro en la cultura popular

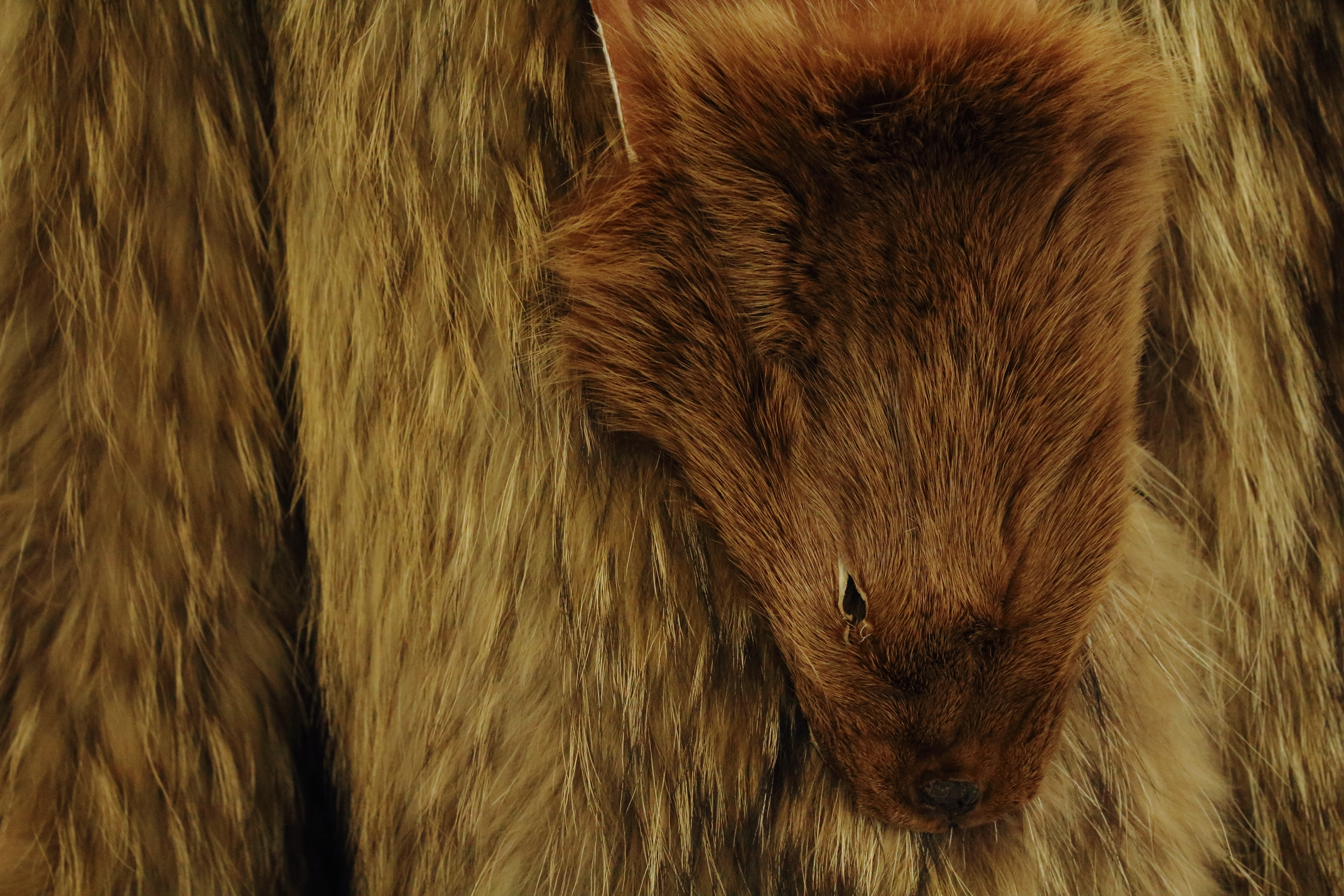
Abrigo hecho en Nuevo León con piel de zorro.

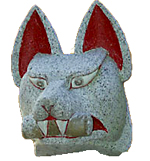
Cabeza de Kitsune, zorro de la tradición japonesa.

- En la cultura occidental, el zorro es considerado un animal muy astuto y es empleado como símbolo de astucia en muchos relatos folclóricos. En ocasiones se le da variantes del nombre Reynard, Renard, Renart, Reinard, Reinecke, o Reinhardus, como en el Roman de Renart.
- En la cultura japonesa, el kitsune (zorro en japonés) es una forma poderosa de espíritu animal muy travieso y astuto.
- En la cultura china, los espíritus de los zorros alejaban a los hombres de sus esposas. La palabra china para "espíritu de zorro" es la misma que designa a la amante en una relación extramarital.
- La palabra española zorro fue utilizada por Johnston McCulley para dar nombre a El Zorro personaje de una serie de relatos en inglés, sobre el que posteriormente se han creado otras obras (novelas, películas y series de televisión).
- Babazorro, la mascota del club de fútbol Deportivo Alavés tiene forma de zorro debido a la similitud fonética entre la palabra castellana zorro y su nombre, la palabra vasca babazorro (que originalmente significaba vaina de habas, pero también es un gentilicio coloquial para aludir a los habitantes de Álava).
- El mariscal de campo alemán Erwin Rommel recibió el apodo de Wüstenfuchs ("Zorro del Desierto"), a raíz de su habilidad como comandante del Afrika Korps durante las campañas militares del norte de África, entre 1941 y 1943.
- En los dibujos animados de David el Gnomo, aparecía un personaje llamado Swift, un zorro que ayudaba y transportaba a los gnomos.
- Un zorro es la mascota del equipo mexicano campeón de fútbol Atlas de Guadalajara. También el equipo es conocido como "Los zorros del Atlas"
- En Chile el equipo de Fútbol Cobreloa recibe la denominación de Los Zorros del Desierto.
- En Inglaterra, es la mascota oficial del Leicester City Football Club, además de ser apodados como The Foxes.
- La segunda mascota del Real Valladolid es un zorro, de nombre Pepe Zorrillo (en clara alusión al poeta vallisoletano José Zorrilla, que da su nombre al estadio del club.)
- Zorro es un personaje de Dora, la exploradora que roba todas las cosas de Dora que sirven para completar la misión.
- La compañía Disney hizo una película llamada The Fox and the Hound
- Vulpini Automotive la compañía de autos deportivos de México se llama así por su homólogo en latín.
- Vulpix al igual que Fennekin son criaturas de la saga japonesa Pokémon, basada en este animal.
- Miles Prower, o más conocido como "Tails", es un personaje de Sonic the Hedgehog, es un zorro de 2 colas que puede volar usándolas como hélices. Es el mejor amigo de Sonic y un gran piloto de avión, inventor y científico.
- Kurama o "zorro de 9 colas" es la criatura interior más famosa de Naruto.
- "Wild ones" es un juego de tiempo real desarrollado por Playdom y disponible en Facebook. Es un juego violento y multijugador en donde hay mascotas, cada una con una habilidad especial y deben matarse y dispararse para ganar la guerra. En el juego hay un zorro como mascota, cuya habilidad especial es lanzar una bola de fuego.
- En el famoso libro El principito, del escritor francés Antoine de Saint-Exupéry, el personaje principal tiene como amigo a un zorro, quien le enseña el verdadero sentido de la amistad y la esencia de las relaciones humanas.
- En 1996 apareció la agrupación mexicana Banda Zorro la cual a partir de 1997 basó sus vestuarios en el personaje interpretado por Antonio Banderas, además de que su logotipo consiste en la cara de un zorro.
- En los videojuegos de Star Fox, el personaje Fox McCloud, es un zorro antropomórfico y protagonista de la serie de videojuegos Del mismo nombre.
- En la franquicia de videojuegos de Five Nights at Freddy's, Foxy "el Zorro Pirata", es un zorro animatrónico.
- En la serie Zip Zip, Washington, un zorro astuto que se disfraza de perro para vivir en una ciudad y no ser cazado por el control de plagas, junto con sus amigos Sam (un jabalí que se disfraza de gato), Eugenia (la hermana de Sam, una pequeña jabalí que se disfraza de conejo) y Suzy (una mirlo que se disfraza de canario).
- Un zorro (de raza culpeo) de nombre Zincha fue elegido como mascota oficial de la Copa América 2015.
- En la saga de juegos Drawn to life,la raza de criaturas a las que debe ayudar el jugador, es llamada "Raposa".
- En la película de Disney titulada Zootopia, aparece como coprotagonista Nick Wilde, un zorro astuto, encantador y estafador de poca monta.
- En la serie Miraculous Ladybug, uno de los prodigios del cofre corresponde al de un colgante con forma de cola de zorro. Una de las víctimas akumatizadas se hace pasar por la superheroína del zorro, de nombre Volpina. La verdadera superheroína se llama Rena Rouge.
- A principios de los ochenta Las Vulpes fue un grupo de punk rock femenino de Baracaldo (Vizcaya, País Vasco).